# 立川ピン製作所
立川ピン製作所（Tachikawa&Co.,Ltd,）は、建築・梱包機器やその資材、ペン先などの文房具を製造する、日本の会社。
日本で鋼ペンを製造する数少ない2社のうち、1つ。

## 事業内容
参照:
ステーショナリー事業部
コミックペン、カリグラフィーペン、ファインポイントペン、ゼムクリップ、ステープラ、ステープル、鋼ペン先、ペン軸　等
ファスニング事業部
釘打機、連結釘、エアータッカ、工業針、フィニッシュネイル、ステープル、ガンタッカ、ハンマータッカ、オリジナルビス、連結ビス、エナボンド（接着剤）、エナフォーム（充填剤）、木造接合金物、耐震制振金物 等
パッケージング事業部
エアー封函機、封函針、自動封函システム製造　等
海外事業部
釘打機、連結釘、エアータッカ、工業針、エナフォーム（充填剤）、エナボンド（接着剤）、上記商品に関する貿易業務と海外工場管理その他 等

## 歴史

### 立川ピン製作所の歴史
参照:
海外の筆や万年筆などの先進的な舶来品を販売する「文具界」という名の商店が、立川ピン製作所の前身となる。
1935年（昭和10年）に創業。鋼ペン先、ピン針、ゼムクリップを製造するメーカーとして発足した。
2020年に、資金繰りが厳しい状況に陥り、再生ファンドの支援を受ける。
その後、中小企業整備基盤機構や地域金融機関等が出資し、株式会社三重リバイタル（以下、三重リバイタル）が運営するみえ中小企業再生2号ファンド投資事業有限責任組合の支援体制のもと、再出発を目指した。
そこで、株式会社立川ピン製作所が「株式会社ラストフォーエバー」と名称を変更した後に、旧会社として清算した。
そして、みえ中小企業再生2号ファンドの100％子会社として、新会社「株式会社立川ピン製作所」を設立した。事業と従業員を旧会社から新会社「株式会社立川ピン製作所」へ承継し、新体制となって事業を再出発させている。

### 日光ペン先の歴史
1913年、東洋精鋼合資会社を、初代社長の鈴木久次郎が東京都小石川区で創業させる。
1915年、門馬将直が社長に就任。「日光」の商標を登録、ペン先の販売を開始しする。その後1964年に、日光ペン株式会杜に社名変更。
1991年に日光ペン株式会杜の日光ペン事業部は廃業となり、NIKKOブランドはタチカワ製作所（現:立川ピン製作所）に引き継がれる。

## 鋼ペン

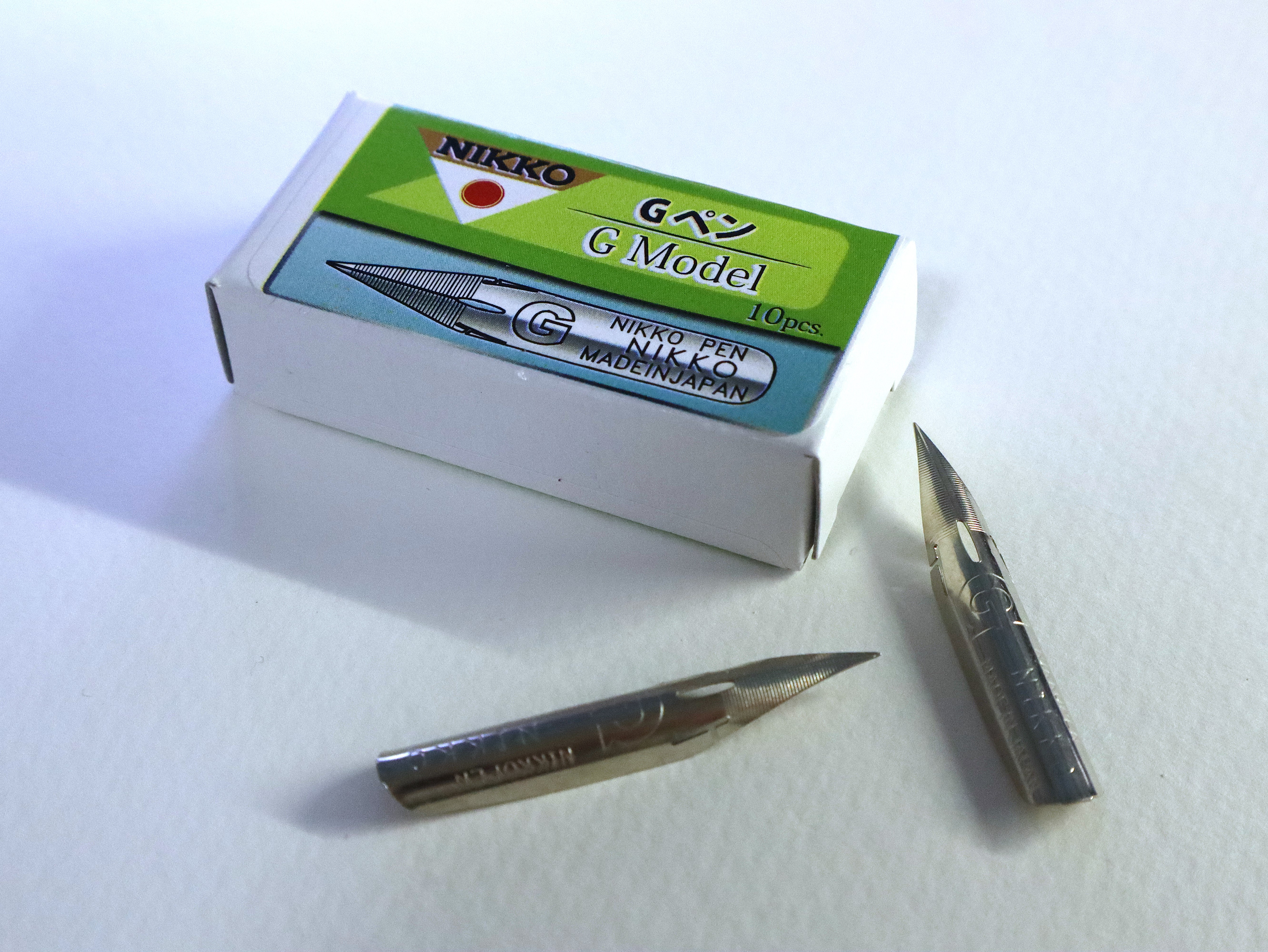
NIKKO Gペン

現在、2つのブランドを持ち、「丸ペン」「日本字ペン」「スクールペン」「Gペン」「さじペン」といった種類を製造し販売している。
- 「タチカワ（TACHIKAWA）」
- 「日光（NIKKO）」※カタカナ表記だと「ニッコー」

「日光」と「タチカワ」の違いは、ペン先の硬度である。「日光」は「タチカワ」に比べて硬度を柔らかく、「タチカワ」は固く製造している。